# Список картин Сандро Боттічеллі

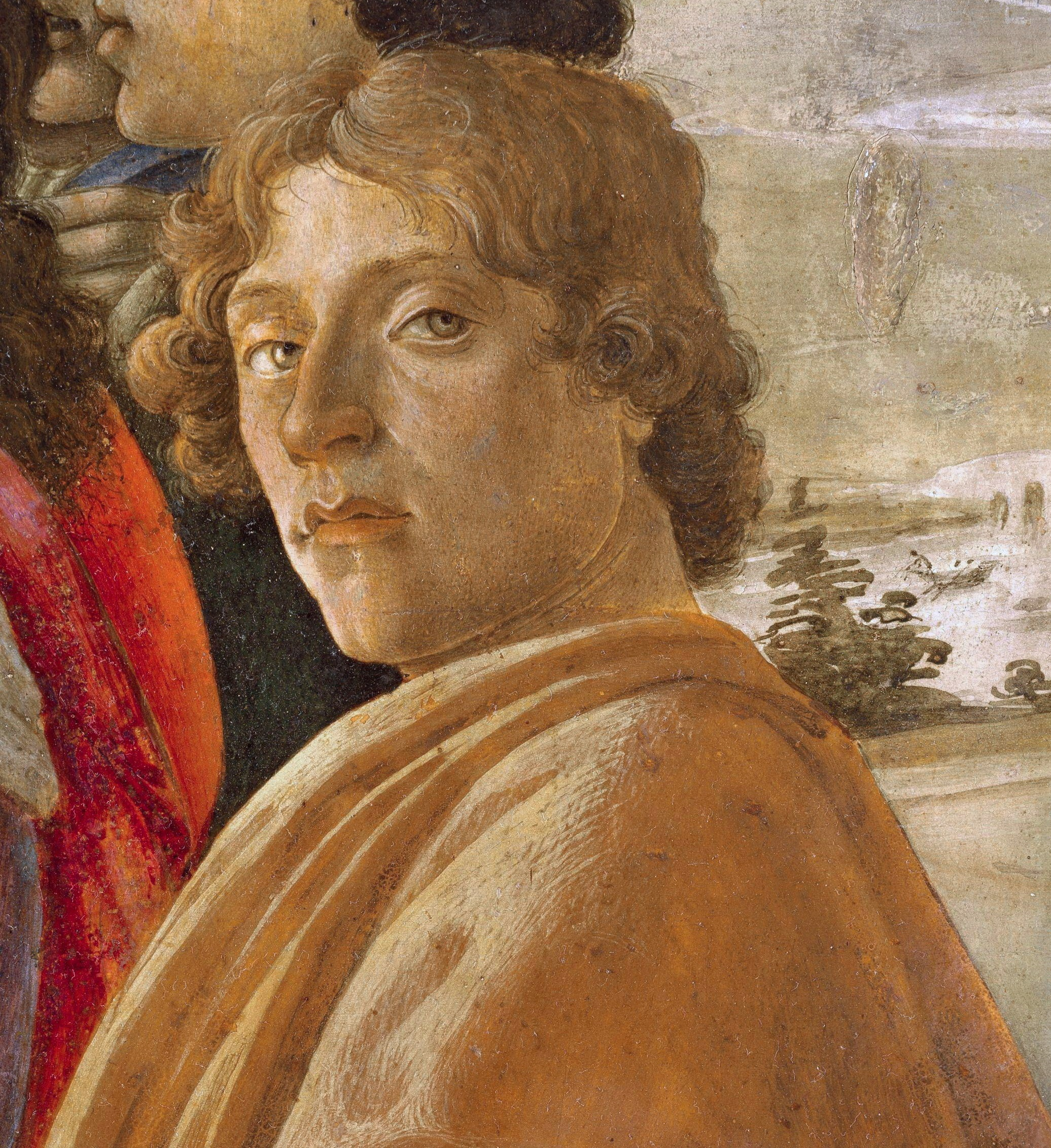
Автопортрет художника

У списку картин італійського живописця епохи Відродження Сандро Боттічеллі наведено неповний перелік його живописної спадщини.
| Картина | Назва                                                                | Рік створення     | Техніка                        | Розміри (см)         | Галерея                                             |
| ------- | -------------------------------------------------------------------- | ----------------- | ------------------------------ | -------------------- | --------------------------------------------------- |
|         | Мадонна з немовлям та ангелом                                        | 1465-1467         | темпера                        | 115.2 x 70           | Музей Феш, Аяччо                                    |
|         | Мадонна з немовлям та ангелом                                        | 1465-1467         | темпера                        | 87 x 60              | Виховний будинок, Флоренція                         |
|         | Мадонна з немовлям, двома ангелами і юним Іоанном Хрестителем        | 1465-1470         | темпера                        | 85 x 62              | Флорентійська академія мистецтв, Флоренція          |
|         | Мадонна з немовлям                                                   | 1465-1470         | темпера                        | 73 x 50              | Лувр, Париж                                         |
|         | Мадонна делла Лоджіа                                                 | близько 1467      | темпера                        | 72 x 50              | Уффіці, Флоренція                                   |
|         | Мадонна з немовлям                                                   | близько 1467      | темпера                        | 71 x 51              | Музей Малого палацу, Авіньйон                       |
|         | Мадонна з немовлям та Іоанном Хрестителем                            | 1468              | темпера                        | 90 x 67              | Лувр, Париж                                         |
|         | Мадонна з немовлям та ангелом                                        | близько 1468      | темпера                        | 88.9 x 68            | Музей Нортона Саймона, Пасадена                     |
|         | Мадонна з немовлям і двома ангелами                                  | близько 1468–1470 | темпера                        | 100 x 71             | Національні музей та галерея Каподимонте, Неаполь   |
|         | Портрет молодої людини                                               | близько 1469      | темпера                        | 51 x 33.7            | Палаццо Пітті, Флоренція                            |
|         | Мадонна у славі зі святим Серафимом                                  | 1469-1470         | темпера                        | 120 x 65             | Уффіці, Флоренція                                   |
|         | Мадонна морська                                                      |                   | темпера                        | 40 x 28              | Академія витончених мистецтв, Флоренція             |
|         | Алегорія сили                                                        | близько 1470      | темпера                        | 167 x 87             | Уффіці, Флоренція                                   |
|         | Поклоніння волхвів                                                   | близько 1470      | темпера                        | 50.2 x 136           | Лондонська Національна галерея                      |
|         | Мадонна з немовлям та п'ятьма ангелами                               | близько 1470      | темпера                        | 58 x 40              | Лувр, Париж                                         |
|         | Мадонна дель Розето (Мадонна в трояндовому саду)                     | близько 1470      | темпера                        | 124 x 64             | Уффіці, Флоренція                                   |
|         | Мадонна з немовлям та шістьма святими                                | близько 1470      | темпера                        | 170 x 194            | Уффіці, Флоренція                                   |
|         | Мадонна з немовлям та ангелом (Мадонна Євхаристії)                   | близько 1470      | темпера                        | 85.2 x 65            | Музей Ізабелли Стюарт Гарднер, Бостон               |
|         | Мадонна з немовлям                                                   | близько 1470      | темпера                        | 74.5 x 54.5          | Національна галерея мистецтва, Вашингтон            |
|         | Мадонна делла Граціє                                                 | близько 1470      | темпера                        | 80 x 58              | Приватна колекція                                   |
|         | Знаходження тіла Олоферна                                            | близько 1470      | темпера                        | 31 x 25              | Уффіці, Флоренція                                   |
|         | Повернення Юдифи в Ветулій                                           | 1470-1472         | темпера                        | 31 x 24              | Уффіці, Флоренція                                   |
|         | Портрет Есмеральди Брандіні                                          | 1470-1475         | темпера                        | 65.7 x 41            | Музей Вікторії та Альберта, Лондон                  |
|         | Поклоніння волхвів                                                   | 1470-1475         | темпера                        | діаметр 130.8        | Лондонська Національна галерея                      |
|         | Різдво                                                               | 1473-1475         | фреска, перенесена на полотно  | 160 x 140            | Колумбійський музей мистецтв, Колумбія              |
|         | Святий Себастьян                                                     | 1474              | темпера                        | 195 x 75             | Берлінська картинна галерея                         |
|         | Портрет невідомого з медаллю Козімо Медічі Старшого                  | 1474-1475         | темпера                        | 51.5 x 44            | Уффіці, Флоренція                                   |
|         | Портрет молодої жінки                                                | близько 1475      | темпера                        | 61 x 40              | Палаццо Пітті, Флоренція                            |
|         | Поклоніння волхвів                                                   | близько 1475      | темпера                        | 111 x 134            | Уффіці, Флоренція                                   |
|         | портрет дами                                                         | близько 1475      | темпера                        | 53.2 x 37.8          | Музей Лінденау, Альтенбург                          |
|         | Портрет Джуліано Медічі                                              | близько 1475      | темпера                        | 54 x 36              | Академія Каррара, Бергамо                           |
|         | Святий Франциск Ассизький з ангелами                                 | близько 1475–1480 | темпера та олія                | 49.5 x 31.8          | Лондонська Національна галерея                      |
|         | Мадонна з немовлям                                                   | близько 1475–1485 | темпера                        | 85.8 x 59.1          | Інститут мистецтв, Чикаго                           |
|         | Різдво                                                               | 1476-1477         | фреска                         | 200 x 300            | Санта-Марія-Новела, Флоренція                       |
|         | Богоматір з немовлям і вісім янголів                                 | Близько 1480      | темпера                        | діаметр 135          | Берлінська картинна галерея                         |
|         | Портрет Джуліано Медічі                                              | 1478              | темпера                        | 54 x 36              | Берлінська картинна галерея                         |
|         | Портрет Джуліано Медічі                                              | 1478-1482         | темпера                        | 75.5 x 52.5          | Національна галерея мистецтва, Вашингтон            |
|         | Поклоніння волхвів                                                   | 1478-1482         | темпера                        | 70 x 104.2           | Національна галерея мистецтва, Вашингтон            |
|         | Благовіщення                                                         | близько 1479      | темпера                        | 19 x 30              | Музей Колекція Гайд, Гленс-Фоллс                    |
|         | Святий Августин в келії                                              | 1480              | Фреска                         | 152 x 112            | Церква всіх святих, Флоренція                       |
|         | Портрет молодої жінки                                                | 1476 — 1480       | темпера                        | 47.5 x 35            | Берлінська картинна галерея                         |
|         | Воскреслий Христос                                                   | близько 1480      | Перекладена з полотна          | 45.7 x 29.8          | Інститут мистецтв, Детройт                          |
|         | Мадонна з книгою                                                     | близько 1480–1481 | темпера                        | 58 x 39.6            | Музей Польді-Пеццолі, Мілан                         |
|         | Портрет молодої людини                                               | 1480-1485         | темпера                        | 37.5 x 28.3          | Лондонська Національна галерея                      |
|         | Портрет молодої жінки                                                | 1480-1485         | темпера                        | 82 x 54              | Штеделевський художній інститут, Франкфурт-на-Майні |
|         | Поклоніння немовляті Христу                                          | 1480-1490         | темпера                        | діаметр 58.9         | Національна галерея мистецтва, Вашингтон            |
|         | Благовіщення                                                         | 1481              | фреска                         | 243 x 550            | Уффіці, Флоренція                                   |
|         | Святий Сікст II                                                      | 1481              | фреска                         | 210 x 80             | Сікстинська капела, Рим                             |
|         | Покарання левітів                                                    | 1481-1482         | фреска                         | 348.5 x 570          | Сікстинська капела, Рим                             |
|         | Три спокуси Христа                                                   | 1481-1482         | фреска                         | 345 x 555            | Сікстинська капела, Рим                             |
|         | Сцени з життя Мойсея                                                 | 1481-1482         | фреска                         | 348.5 x 558          | Сікстинська капела, Рим                             |
|         | Мадонна Магніфікат                                                   | 1481-1485         | Темпера                        | діаметр 118          | Уффіці, Флоренція                                   |
|         | Весна                                                                | близько 1482      | темпера                        | 203 x 314            | Уффіці, Флоренція                                   |
|         | Паллада та Кентавр                                                   | 1482-1483         | темпера                        | 207 x 148            | Уффіці, Флоренція                                   |
|         | Портрет молодої людини                                               | близько 1482–1485 | темпера                        | 43.5 x 46.2          | Національна галерея мистецтва, Вашингтон            |
|         | Історія Настаджо дельї Онесті I                                      | близько 1483      | темпера                        | 83 x 138             | Прадо, Мадрид                                       |
|         | Історія Настаджо дельї Онесті II                                     | близько 1483      | темпера                        | 82 x 138             | Прадо, Мадрид                                       |
|         | Історія Настаджо дельї Онесті III                                    | близько 1483      | темпера                        | 84 x 142             | Прадо, Мадрид                                       |
|         | Історія Настаджо дельї Онесті IV                                     | близько 1483      | темпера                        | 83 x 142             | Приватна колекія                                    |
|         | Джованна Альбіцці з Венерою та граціями                              | близько 1483–1486 | фреска                         | 211 x 283            | Лувр, Париж                                         |
|         | Лоренцо Торнабуоні перед алегоричними фігурами семи вільних мистецтв | близько 1483–1486 | фреска                         | 237 x 269            | Лувр, Париж                                         |
|         | Мадонна з немовлям на троні                                          | 1484              | темпера                        | 185 x 180            | Берлінська картинна галерея                         |
|         | Благовіщення                                                         | 1485              | темпера та золото              | 19.1 x 31.4          | Метрополітен-музей, Нью-Йорк                        |
|         | Венера та Марс                                                       | близько 1485      | темпера та олія                | 69.2 x 173.4         | Лондонська Національна галерея                      |
|         | Народження Венери                                                    | близько 1485      | темпера на полотні             | 172.5 x 278.5        | Уффіці, Флоренція                                   |
|         | Мадонна з немовлям, шістьма ангелами та Іоанном Хрестителем          | близько 1485      | темпера                        | діаметр 170          | Галерея Боргезе, Рим                                |
|         | Поклоніння Мадонни та п'яти ангелів немовляті Христу                 | 1485-1490         | темпера                        | ?                    | Балтиморський музей мистецтв                        |
|         | Мадонна з немовлям                                                   | близько 1485–1495 | темпера                        | діаметр 34.4         | Інститут мистецтв, Чикаго                           |
|         | Мадонна з гранатом                                                   | близько 1487      | темпера                        | Діаметр 143.5        | Уффіці, Флоренція                                   |
|         | Мадонна з немовлям, святим Іоанном та ангелом                        | близько 1488      | темпера                        | 111 x 108            | Національний музей, Варшава                         |
|         | Мадонна на троні з чотирма ангелами та шістьма святими               | близько 1488      | темпера                        | 268 x 280            | Уффіці, Флоренція                                   |
|         | Видіння святого Августина                                            | близько 1488      | темпера                        | 20 x 38              | Уффіці, Флоренція                                   |
|         | Христос у труні                                                      | близько 1488      | темпера                        | 21 x 41              | Уффіці, Флоренція                                   |
|         | Соломія з головою Іоанна Хрестителя                                  | близько 1488      | темпера                        | 21 x 40.5            | Уффіці, Флоренція                                   |
|         | Добування серця святого Ігнатія                                      | близько 1488      | темпера                        | 21 x 38              | Уффіці, Флоренція                                   |
|         | Коронування Марії                                                    | 1488-1490         | темпера                        | 378 x 258            | Уффіці, Флоренція                                   |
|         | Святий Іоанн на Патмосі                                              | 1488-1490         | темпера                        | 21 x 268             | Уффіці, Флоренція                                   |
|         | Святий Августин в келії                                              | 1488-1490         | темпера                        | 21 x 268             | Уффіці, Флоренція                                   |
|         | Благовіщення                                                         | 1488-1490         | темпера                        | 21 x 268             | Уффіці, Флоренція                                   |
|         | Покаяння Святого Ієроніма                                            | 1488-1490         | темпера                        | 21 x 268             | Уффіці, Флоренція                                   |
|         | Чудо святого Елігія                                                  | 1488-1490         | темпера                        | 21 x 268             | Уффіці, Флоренція                                   |
|         | Благовіщення Честелло                                                | 1489              | темпера                        | 150 x 156            | Уффіці, Флоренція                                   |
|         | Благовіщення                                                         | 1490              | темпера на полотні             | 45 x 13 кожна панель | Державний музей імені Пушкіна, Москва               |
|         | Оплакування Христа                                                   | близько 1490      | темпера                        | 140 x 207            | Стара пінакотека, Мюнхен                            |
|         | Портрет чоловіка                                                     | близько 1490      | переведено з дерева на полотно | 49 x 35              | Приватна колекція                                   |
|         | Мадонна з немовлям та двома ангелами                                 | близько 1490      | темпера                        | діаметр 115          | Палац Ліхтенштейнів на Фюрстенгассе, Відень         |
|         | Мадонна перед сплячим немовлям                                       | близько 1490      | темпера та золото на полотні   | 122 x 80.3           | Національна галерея Шотландії, Единбург             |
|         | Святий Августин в келії                                              | 1490-1494         | темпера                        | 41 x 27              | Уффіці, Флоренція                                   |
|         | Мадонна з немовлям і юним Іоанном Хрестителем                        | 1490-1495         | темпера на полотні             | 134 x 92             | Палаццо Пітті, Флоренція                            |
|         | Портрет Лоренцо ді Сер П'єро Лоренці                                 | 1490-1495         | темпера                        | 50 x 36.5            | Художній музей Філадельфії                          |
|         | Мадонна з немовлям і юним Іоанном Хрестителем                        | 1490-1500         | темпера                        | діаметр 74           | Художній музей, Сан-Паулу                           |
|         | Свята Трійця                                                         | 1491-1493         | темпера                        | 215 x 192            | Інститут мистецтва Курто, Лондон                    |
|         | Мадонна з немовлям та Іоанном Хрестителем                            | 1491-1493         | темпера                        | 47.65 x 38.1         | Приватна колекція, Нью-Йорк                         |
|         | Мадонна з немовлям і трьома ангелами (Мадонна дель Падільоне)        | близько 1493      | темпера                        | діаметр 65           | Амброзіанськая бібліотека, Мілан                    |
|         | Благовіщення                                                         | близько 1493      | темпера та золото              | 51 x 62              | Художня галерея та музей Келвінгроув, Глазго        |
|         | Наклеп                                                               | близько 1495      | темпера                        | 62 x 91              | Уффіці, Флоренція                                   |
|         | Останнє причастя святого Ієроніма                                    | близько 1495      | темпера                        | 34.5 x 25.4          | Метрополітен-музей, Нью-Йорк                        |
|         | Портрет Данте                                                        | близько 1495      | темпера на полотні             | 54.7 x 47.5          | Приватна колекція                                   |
|         | Оплакування Христа                                                   | 1495-1500         | темпера                        | 106 x 71             | Музей Польді-Пеццолі, Мілан                         |
|         | Юдіф, що покидає намет Олоферна                                      | 1495-1500         | темпера                        | 36.5 x 20            | Державний музей, Амстердам                          |
|         | Зішестя Святого Духа                                                 | 1495-1505         | олія                           | 207 x 230            | Бірмінгемський музей та художня галерея             |
|         | Історія Віргінії                                                     | 1496-1504         | темпера                        | 85 x 165             | Академія Каррара, Бергамо                           |
|         | Історія Лукреції                                                     | 1496-1504         | темпера                        | 83.8 x 176.8         | Музей Ізабелли Стюарт Гарднер, Бостон               |
|         | Святий Ієронім                                                       | 1498-1505         | темпера на полотні             | 44.5 x 26            | Ермітаж, Санкт-Петербург                            |
|         | Святий Домінік                                                       | 1498-1505         | темпера на полотні             | 44.5 x 26            | Ермітаж, Санкт-Петербург                            |
|         | Містичне Різдво                                                      | 1500              | темпера на полотні             | 108.6 x 74.9         | Лондонська Національна галерея                      |
|         | Містичне Розп'яття                                                   | близько 1500      | темпера і олія на полотні      | 72.39 x 51.44        | Художній музей Фогг, Кембридж                       |
|         | Христос в терновому вінці                                            | близько 1500      | темпера                        | 47.6 x 32.3          | Академія Каррара, Бергамо                           |
|         | Преображення Господнє, святий Ієронім, святий Августин               | близько 1500      | темпера                        | 27.5 x 35.5          | Палаццо Паллавічині-Роспільозі, Рим                 |
|         | Моління про чашу                                                     | близько 1500      | темпера                        | 53 x 35              | Королівська капела, Гранада                         |
|         | Поклоніння немовляті                                                 | близько 1500      | темпера                        | діаметр 125.7        | Художній музей Північної Кароліни, Ралі             |
|         | Поклоніння немовляті Христу                                          | близько 1500      | олія                           | діаметр 120.65       | Музей витончених мистецтв, Г'юстон                  |
|         | Поклоніння волхвів                                                   | близько 1500      | темпера                        | 108 x 173            | Уффіці, Флоренція                                   |
|         | Три чуда святого Зиновія                                             | близько 1500      | темпера                        | 64.8 x 139.7         | Лондонська Національна галерея                      |
|         | Чотири сцени з раннього життя святого Зиновія                        | близько 1500      | темпера                        | 66.7 x 149.2         | Лондонська Національна галерея                      |
|         | Три чуда святого Зиновія                                             | 1500-1505         | темпера                        | 67 x 150.5           | Метрополітен-музей, Нью-Йорк                        |
|         | Останнє диво і смерть святого Зиновія                                | 1500-1505         | темпера                        | 66 x 182             | Галерея старих майстрів, Дрезден                    |